# District de Changzhou
Pour les articles homonymes, voir Changzhou (homonymie).
Le district de Changzhou (长洲区 ; pinyin : Chángzhōu Qū) est une subdivision administrative de la région autonome du Guangxi en Chine. Il est placé sous la juridiction de la ville-préfecture de Wuzhou.

## Démographie
La population du district était de 148 100 habitants en 2010.